# Saint-Just-de-Baffie
Pour les articles homonymes, voir Saint-Just.
Saint-Just-de-Baffie est une ancienne commune française du Puy-de-Dôme qui a existé jusqu'en 1872. En cette année elle a été supprimée, au bénéfice de la création de deux nouvelles communes indépendantes, Baffie et Saint-Just.
Au cours de la période révolutionnaire de la Convention nationale (1792-1795), elle a porté le nom de Bel-Air.